# Phat Wilson
Temple de la renommée : 1962
Gordon Allan Wilson, surnommé Phat Wilson, (né le 29 décembre 1895 à Port Arthur, dans la province de l'Ontario, au Canada — mort le 26 juillet 1970 à Thunder Bay) est un joueur amateur canadien de hockey sur glace qui évoluait au poste de défenseur.
Il joue en tant qu'amateur entre 1917 et 1932. Il commence le hockey à 19 ans mais ne sait pas patiner. Il apprend rapidement et remporte à trois reprises la Coupe Allan avec les Bearcats de Port Arthur en 1925, 1926 et 1929. Il est très actif tout au long de sa ville pour la promotion du hockey et du baseball et est admis au Temple de la renommée du hockey en 1962. Il meurt en 1970 des suites d'une longue maladie.

## Biographie

### Ses débuts
Wilson naît le 29 décembre 1895 dans la ville de Port Arthur, ville qui sera renommé en 1970 Thunder Bay. Quand, à 19 ans, il rejoint la ligue de hockey organisée par l'église de Port Arthur, Wilson ne sait pas patiner mais s'aligne tout de même avec l'équipe de St. Andrew's. Il passe sa première saison 1914 en tant que remplaçant mais devient titulaire de son équipe pour sa deuxième saison en tant que défenseur. Après deux saisons en tant que joueur junior, il joue au sein de l'équipe War Veterans Senior Hockey Club en 1918.
Wilson traverse tout l'Ontario pour aller jouer au sein de l'équipe de la ville d'Iroquois Falls qui évolue dans l'Association de hockey du Nord de l'Ontario pour la saison 1921-1922. Sa nouvelle équipe joue la Coupe Allan, trophée décerné chaque année à la meilleure équipe amateur senior du hockey sur glace au Canada, mais est éliminée avant la finale par les Granites de Toronto, futurs vainqueurs de la compétition. Cette expérience est enrichissante pour Wilson qui décide de revenir jouer pour sa ville natale et les Bearcats.

### Triple vainqueur de la Coupe Allan
Il aide alors son équipe à remporter deux Coupes Allan consécutives en 1925 et 1926, battant à chaque fois l'Université de Toronto. L'équipe compte alors dans ses rangs un certain Lorne Chabot, futur gardien vedette de la LNH pour les Rangers de New York puis pour les Maple Leafs de Toronto. Au cours de la victoire de 1925, les joueurs de Port Arthur remportent le premier 2-0 puis le suivant 3-2. Au cours de ce second match, les Bearcats prennent les devants dès le début du match mais les joueurs de Toronto inscrivent deux buts au début du troisième tiers-temps. À moins de cinq minutes de la fin du match, Bill Brydge redonne espoir aux joueurs de Port Arthur. Il ne reste que 15 secondes de jeu quand Wilson, impeccable depuis les débuts de la finale, inscrit le but de la victoire pour les siens. La deuxième conquête de la Coupe Allan se concrétise à la suite de deux victoires, un match nul et une défaite, la dernière victoire se décidant au bout de deux périodes de prolongation.
Il aide son équipe à jouer à nouveau la finale de la Coupe Allan en 1929, l'équipe étant cette fois opposée à l'équipe Saint-François-Xavier de Montréal alors que Chabot joue désormais dans la LNH. Après un premier match qui se solde sur le score nul de 1-1 malgré trois prolongations de 10 minutes, le deuxième match tourne à l'avantage des Bearcats qui s'imposent 7-2, le cinquième but étant inscrit par Wilson. Les joueurs de Port Athur remportent une troisième Coupe Allan en battant l'équipe de Montréal lors du dernier match joué le 30 mars 1929 sur le score de 3-0,.
Ses prestations au cours des trois finales sont remarquées par les équipes professionnelles du Canada et même s'il des équipes de Calgary, Edmonton ou encore Toronto lui font des offres, il les refuse toutes, préférant rester dans sa ville natale. Wilson et son équipe joue une nouvelle finale de la Coupe Allan la saison suivante, cette fois contre l'Association des athlètes amateurs de Montréal. Les deux matchs tournent à l'avantage des joueurs de Montréal qui s'imposent 6-0 puis 2-1 pour la première victoire d'une équipe de Montréal depuis la mise en place de la Coupe Allan en 1908. Après plusieurs titres de meilleur pointeur du championnat senior, il prend sa retraite de joueur à l'âge de 37 ans à la fin de la saison 1931-1932. Il reste cependant dans le monde du hockey et prend le double poste d'entraîneur et de directeur-général des Bearcats.
En plus de son implication pour les Bearcats, il aide à créer la compétition locale de hockey pour les femmes, passe du temps en tant qu'entraîneur mais aussi comme arbitre. Il joue également au baseball et en 1952 devient le premier président de la nouvelle ligue de baseball du nord de l'Ontariola ville puis. Il est admis au Temple de la renommée du hockey en 1962. Il meurt en 1970 à l'âge de 75 ans des suites d'une longue maladie. 

## Statistiques
| Saison    | Équipe                      | Ligue       |    | Saison régulière | Saison régulière | Saison régulière | Saison régulière | Saison régulière |   | Séries éliminatoires | Séries éliminatoires | Séries éliminatoires | Séries éliminatoires | Séries éliminatoires |
| Saison    | Équipe                      | Ligue       | PJ | B                | A                | Pts              | Pun              | PJ               | B | A                    | Pts                  | Pun                  |                      |                      |
| 1915-1916 | Port Arthur Shuniahs        | TBSHL       | 8  | 2                | 0                | 2                | 23               | a                |   |                      |                      |                      |                      |                      |
| 1916-1917 | Port Arthur 141st Battalion | TBSHL       | 1  | 0                | 0                | 0                | 0                |                  |   |                      |                      |                      |                      |                      |
| 1918-1919 | Port Arthur Columbus Club   | TBSHL       | 13 | 8                | 2                | 10               | 42               |                  |   |                      |                      |                      |                      |                      |
| 1918-1919 | Port Arthur Columbus Club   | Coupe Allan | -  | -                | -                | -                | -                | 1                | 0 | 0                    | 0                    | 0                    |                      |                      |
| 1919-1920 | Port Arthur War Vets        | TBSHL       | 11 | 9                | 0                | 9                | 10               |                  |   |                      |                      |                      |                      |                      |
| 1920-1921 | Port Arthur Hockey Club     | TBSHL       | 15 | 11               | 5                | 16               | *                | 2                | 1 | 0                    | 1                    | 5                    |                      |                      |
| 1920-1921 | Port Arthur Hockey Club     | Coupe Allan | -  | -                | -                | -                | -                | 4                | 4 | 1                    | 5                    | 0                    |                      |                      |
| 1921-1922 | Iroquois Falls Flyers       | AHON        |    |                  |                  |                  |                  |                  |   |                      |                      |                      |                      |                      |
| 1922-1923 | Port Arthur Hockey Club     | MHL Sr.     | 16 | 5                | 6                | 11               | 32               | 2                | 0 | 0                    | 0                    | 2                    |                      |                      |
| 1923-1924 | Port Arthur Hockey Club     | MHL Sr.     | 15 | 6                | 5                | 11               | 19               | 2                | 1 | 1                    | 2                    | 4                    |                      |                      |
| 1924-1925 | Port Arthur Hockey Club     | MHL Sr.     | 19 | 7                | 1                | 8                |                  | 10               | 9 | 3                    | 12                   | 24                   |                      |                      |
| 1924-1925 | Port Arthur Hockey Club     | Coupe Allan | -  | -                | -                | -                | -                | 6                | 0 | 2                    | 2                    | 18                   |                      |                      |
| 1925-1926 | Port Arthur Hockey Club     | TBSHL       | 19 | 8                | 5                | 13               | 22               | 3                | 0 | 0                    | 0                    | 10                   |                      |                      |
| 1925-1926 | Port Arthur Hockey Club     | Coupe Allan | -  | -                | -                | -                | -                | 6                | 0 | 2                    | 2                    | 18                   |                      |                      |
| 1926-1927 | Port Arthur Ports           | TBSHL       | 20 | 11               | 5                | 16               | 24               | 2                | 0 | 0                    | 0                    | 4                    |                      |                      |
| 1927-1928 | Port Arthur Ports           | MTBHL       | 17 | 7                | 6                | 13               | 19               |                  |   |                      |                      |                      |                      |                      |
| 1928-1929 | Port Arthur Hockey Club     | MTBHL       | 20 | 12               | 9                | 21               | 25               | 2                | 0 | 0                    | 0                    | 6                    |                      |                      |
| 1928-1929 | Port Arthur Hockey Club     | Coupe Allan | -  | -                | -                | -                | -                | 7                | 3 | 1                    | 4                    | 20                   |                      |                      |
| 1929-1930 | Port Arthur Hockey Club     | TBSHL       | 19 | 9                | 8                | 17               | 22               | 4                | 4 | 1                    | 5                    | 11                   |                      |                      |
| 1929-1930 | Port Arthur Hockey Club     | Coupe Allan | -  | -                | -                | -                | -                | 6                | 1 | 1                    | 2                    | 7                    |                      |                      |
| 1930-1931 | Port Arthur Hockey Club     | TBSHL       | 21 | 9                | 8                | 17               | 32               | 2                | 0 | 0                    | 0                    | 2                    |                      |                      |
| 1931-1932 | Port Arthur Ports           | TBSHL       | 15 | 5                | 2                | 7                | 26               | 2                | 1 | 1                    | 2                    | 10                   |                      |                      |

## Trophées et honneurs personnels
- Vainqueur de la Coupe Allan en 1925, 1926 et 1929
- Admis au Temple de la renommée du hockey en 1963
- Admis au temple de la renommée des sports de l'Ontario du nord-ouest le 25 septembre 1982